# Chorthippus nepalensis
Chorthippus nepalensis är en insektsart som beskrevs av Balderson och X.-c. Yin 1987. Chorthippus nepalensis ingår i släktet Chorthippus och familjen gräshoppor. Inga underarter finns listade i Catalogue of Life.